# 山名豐定
山名豐定（1512年—1560年3月29日），日本戰國時代於但馬國的守護大名、戰國大名。但馬山名氏當主山名祐豐的弟弟。父親是山名致豐。正室是室町幕府的管領細川高國的女兒。

## 生平
在永正9年（1512年）出生，家中次男。幼名九郎。大永8年（1528年），伯父兼但馬守護山名誠豐死去，哥哥祐豐成為其養子並繼承山名氏宗家的家督和但馬守護職。
因為哥哥祐豐的命令，於是攻入因幡國，牽制投向毛利氏的一族山名誠通（因幡守護），並以鳥取城和岩井城為中心，支配東因幡。天文17年（1548年）殺死誠通並確立東因幡的支配。此事在『因幡民談記』中記載為「申之歳崩」（申の歳崩れ），不過因為沒有旁證史料，此事存在與否受到質疑。近年，誠通的沒落是在此以前的説法比較有力，豐定在誠通沒落後下向，並就任守護職。不過，因幡守護職在天文21年（1552年）由足利將軍家正式任命尼子晴久擔任。而在『山田家古文書』卷5中的天文16年（1547年）4月28日條，有豐定向長田重直賜與因幡國氣多郡等土地的書狀，因此可以肯定是在更早的時期入國。
在永祿3年（1560年）3月3日死去。享年49歲。死後，由哥哥祐豐的兒子棟豐下向並就任守護職。

## 外部連結
- 武家家伝＿山名氏 （页面存档备份，存于）